# Caucus (politiek)
Caucus [kɔkəs] is de Engelse term voor een bijeenkomst van leden van een politieke partij. De exacte definitie verschilt per land. Een caucus binnen een parlement of andere vergadering is vergelijkbaar met een fractie.

## Caucus in de Verenigde Staten
In de politiek van de Verenigde Staten heeft het begrip caucus meerdere betekenissen. Eén veelgebruikte betekenis is: een bijeenkomst van leden van een politieke partij (of onderdeel daarvan) om onderling nieuw beleid af te stemmen, of om kandidaten voor verschillende politieke functies te nomineren.

### Presidential caucus

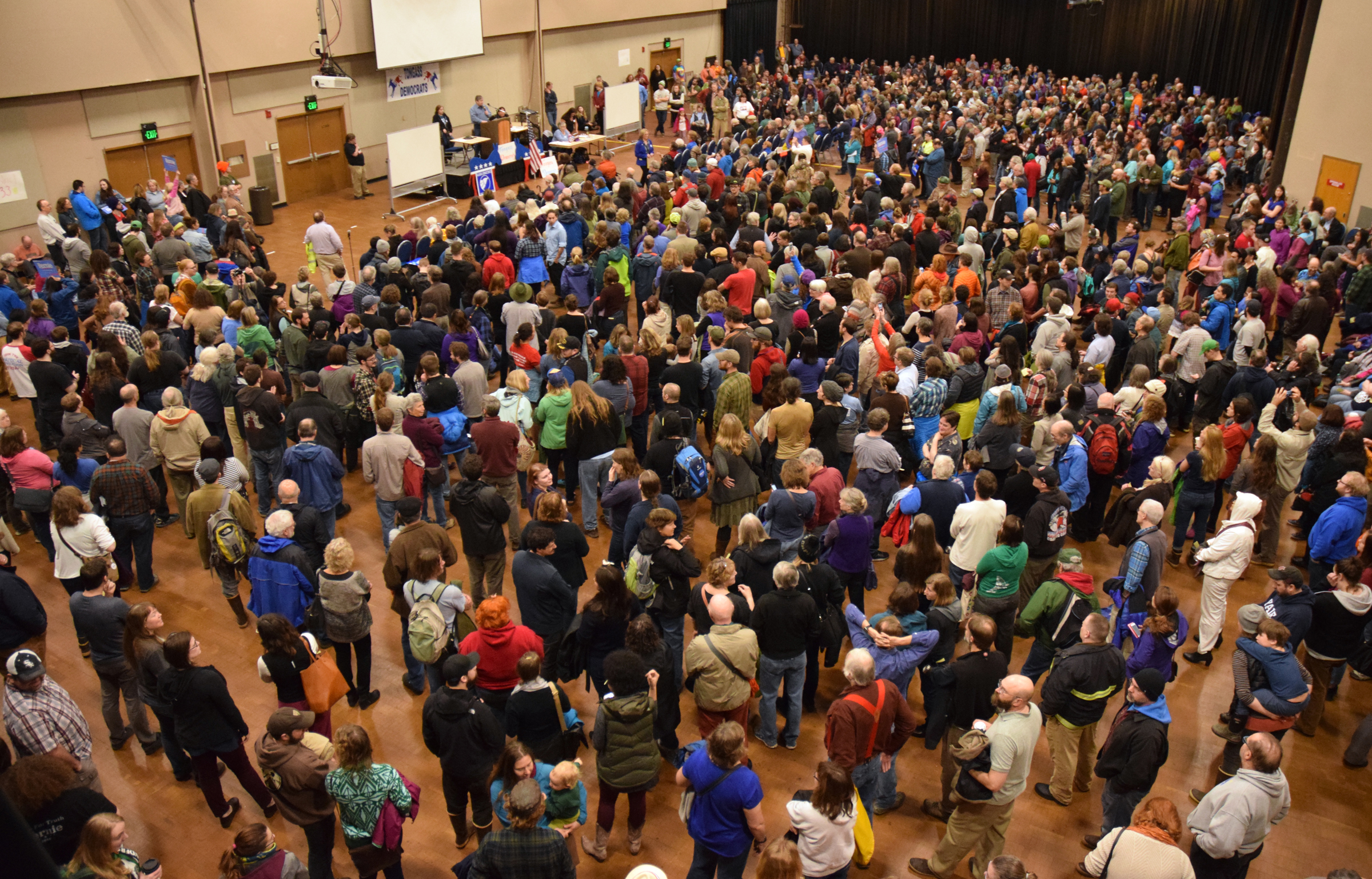
Een caucus in Juneau

De presidential caucus is een van de procedures om de kandidaat voor het presidentschap te kiezen. De meeste staten gebruiken een primary om de kandidaat te kiezen. Een verschil tussen een primary en een caucus is dat bij een caucus de kiezers hun stem openbaar uitbrengen, terwijl een primary een geheime stemming is.
Een deelnemer aan een caucus moet een geregistreerde kiezer zijn. De kiezer die voor een bepaalde partij geregistreerd is, neemt alleen deel aan de caucus van die partij. Kiezers die zich als onafhankelijk (independent) geregistreerd hebben, mogen kiezen aan welke caucus ze willen deelnemen.
Tijdens de bijeenkomst geeft iedere aanwezige de naam van zijn voorkeurskandidaat. In sommige caucussen, bijvoorbeeld bij die van de Democraten in Iowa, mogen de vergaderaars daarna elkaar in een tweede ronde ervan proberen te overtuigen dat ze de verkeerde keuze hebben gemaakt.
De uitkomst van een caucus blijkt vaak moeilijk te voorspellen.

### Congressional caucus
Binnen het Amerikaans Congres worden caucussen gevormd door leden van een eenzelfde partij of die eenzelfde interesse delen. De Democratische caucus en de Republikeinse caucus komen dus overeen met een fractie in andere landen. Deze kiezen dan hun floor leader, het equivalent van een fractievoorzitter.
Daarnaast zijn er nog caucussen op basis van bijvoorbeeld religie of afkomst.

## Etymologie
Over de oorsprong van het woord caucus bestaan meerdere theorieën. Volgens sommige bronnen is het een Irokees woord dat 'vergadering van stamhoofden' betekent. Andere bronnen menen dat het woord uit het Latijn komt.